# Dicosmoecus jozankeanus
Dicosmoecus jozankeanus är en nattsländeart som först beskrevs av Matsumura 1931.  Dicosmoecus jozankeanus ingår i släktet Dicosmoecus och familjen husmasknattsländor. Inga underarter finns listade i Catalogue of Life.